# 江東橋 (日本)
江東橋（日语：／ Kōtōbashi */?）是東京都墨田區的町名。現行行政地名是江東橋一丁目至江東橋五丁目。已實施住居表示。郵遞區號為130-0022。

## 地理
位於東京都墨田區南部，屬本所地域。大約是西至大橫川，東至橫十間川，北至總武本線，南至首都高速7號小松川線的範圍，由西向東為一至四丁目。五丁目在一丁目南側。東鄰江東區龜戶，南連江東區住吉、毛利、大島，西通綠、立川、菊川，北接錦糸、龜澤。東西向的國道14號貫穿町內，地名源自於大橫川上的江東橋。南北向的東京都道465號深川吾嬬線（四目通）地下有東京地下鐵半藏門線，二條道路在錦糸町站前交會。本町屬於俗稱錦糸町的地域內，為錦糸町站南側部分。錦糸町站在北側的錦糸，而車站大樓「TERMINA」與圓環等南口站前的設施位於本地。

## 歷史
1930年（昭和5年）成立江東橋。1967年（昭和42年）實施新住居表示。

### 地名由來
大橫川上的橋梁名。

## 交通

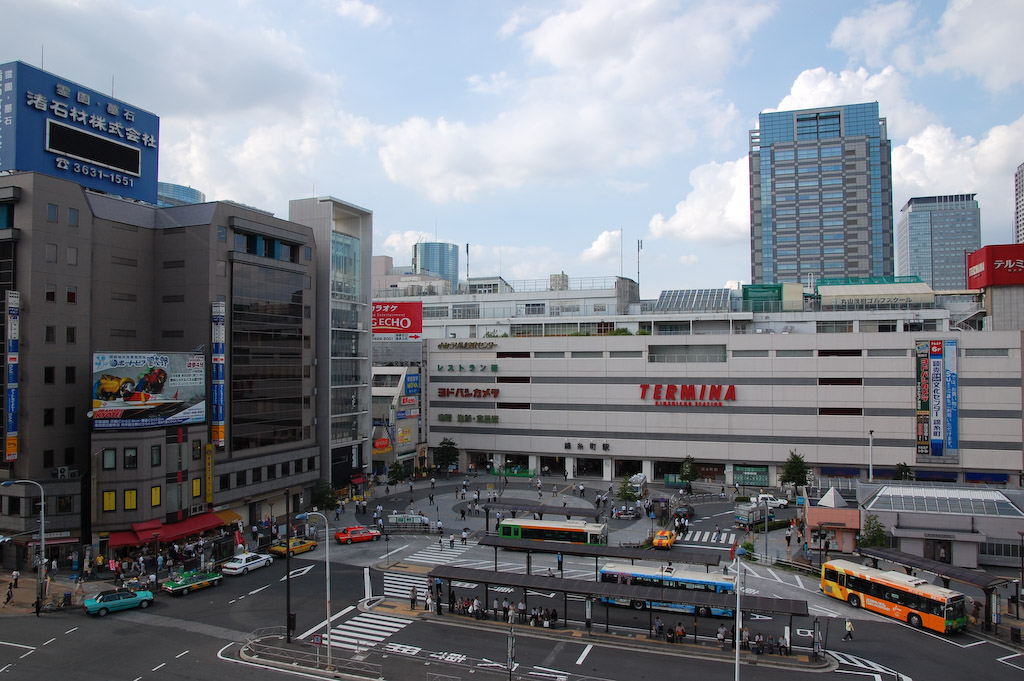
錦絲町站南口

### 鐵路
- JR 錦糸町站（■總武線（各停），■總武線（快速））
- 東京地下鐵 錦糸町站（○半藏門線）

### 巴士
- 東京都交通局

### 道路
- 國道14號（京葉道路）
- 東京都道465號深川吾嬬線（四目通）

首都高速道路、出入口
- 首都高速7號小松川線
- 錦糸町出入口

## 設施
- LIVIN
- 丸井
- 友都八喜
- 都營巴士江東營業所
- 東京都立兩國高等學校、附屬中學校

## 江東橋（橋梁）
東京都墨田區大橫川上的橋樑，連結西岸的東京都墨田區綠四丁目與東岸的墨田區江東橋一丁目を結ぶ。
江東橋最早建於1898年。現在的江東橋則是建於1995年7月，長20.8公尺，寬35公尺。
「江東」是泛指江戶時代以來隅田川以東的市區，大約是現在的墨田區與江東區。

## 備註
1. ↑  墨田区世帯人口現況8月分[永久]

## 外部連結
- 墨田區官方網站 （页面存档备份，存于）